# Lycodon futsingensis
Espèce
Synonymes
- Dinodon futsingensis Pope, 1928
- Dinodon septentrionale ruhstrati Maki, 1931
- Lycodon ruhstrati Pope, 1935

Statut de conservation UICN

 LC  : Préoccupation mineure
Lycodon futsingensis est une espèce de serpents de la famille des Colubridae.

## Répartition
Cette espèce se rencontre :
- en République populaire de Chine, dans les provinces de Fujian et Guangdong, et à Hong Kong ;
- au Viêt Nam, dans les provinces de Vĩnh Phúc, Bắc Kạn, Lào Cai, Hà Tĩnh et Quảng Bình (notamment dans le Parc national de Phong Nha-Kẻ Bàng).

## Étymologie
Son nom d'espèce, composé de futsing et du suffixe latin -ensis, « qui vit dans, qui habite », lui a été donné en référence au lieu de sa découverte, la localité de Futsing Hsien désormais appelée Fuxing Qian.

## Publication originale
- Pope, 1928 : Seven new reptiles from Fukien Province, China. American Museum Novitates, n. 320, p. 1-6 (texte intégral).